# صالح خلیل‌آزاد
محمدصالح خلیل‌آزاد (زاده ۱۷ آوریل ۱۹۹۰) یک بازیکن فوتبال اهل ایران است.